# Biskupi Bolonii

## Biskupi Bolonii
- 1. św. Zama (313)
- 2. św. Faust (342)
- 3. Domicjan
- 4. Jowian
- 5. św. Euzebiusz (370)
- 6. Eustazjusz (390)
- 7. św. Feliks (397–431)
- 8. św. Petroniusz (431–450)
- 9. Marceli
- 10. Parteniusz
- 11. Julian I
- 12. Geroncjusz
- 13. św. Teodor I
- 14. Lussoriusz
- 15. św. Tertulian
- 16. św. Jukundus (496)
- 17. Teodor II
- 18. Klemens
- 19. Piotr I
- 20. German
- 21. Konstantyn
- 22. Julian II
- 23. Adeodat
- 24. Justynian
- 25. Luminosus(649)
- 26. Donus
- 27. Wiktor I(680)
- 28. Elizeusz
- 29. Gaudencjusz
- 30. Klauzynus
- 31. Barbatus (736–744)
- 32. Roman (752–756)
- 33. Piotr II (786)
- 34. Witalis (801)
- 35. Marcin I
- 36. Teodor III (814–825)
- 37. Krzysztof 827
- 38. Marcin II
- 39. Piotr III
- 40. Ursus
- 41. Jan I (880–881)
- 42. Sewer (884–898)
- 43. Piotr IV (905)
- 44. Jan II
- 45. Albert (955–983)
- 46. Jan III (997–1007)
- 47. Frogeriusz (1019–1028)
- 48. Alfred (1031–1055)
- 49. Lambert (1062–1074)
- 50. Gerard I (1079–1089)
- 51. Bernard (1096–1104)
- 52. Wiktor II (1108–1129)
- 53. Henryk I (1130–1145)
- 54. Gerard Grassi (1148–1165)
- 55. Jan IV (11690–1187)
- 56. Gerardo di Gisla (1187–1198)
- 57. Gerardo Ariosti (1198–1213)
- 58. Enrico della Fratta (1213–1240) 
  - Ottaviano I Ubaldini (1240–1244) administrator
- 59. Giacomo Boncambi OP (1244–1260)
- 60. Ottaviano II Ubaldini (1263–1295)
- 61. Schiatta Ubaldini (1295–1298)
- 62. Giovanni Savelli OP (1299–1302)
- 63. Uberto Avvocati (1302–1322)
- 64. Arnaldo Sabatier di Cahors (1322–1330)
- 65. Stefano Agonet (1331–1332)
- 66. Bertrando de Fumel (1332–1339)
- 67. Beltramino Parravicini (1340–1350)
- 68. Giovanni di Naso (1352–1360)
- 69. Almerico Cathy (1361–1371)
- 70. Bernardo de Bonnevalle (1371–1378)
- 71. Filippo Carafa della Serra (1378–1389)
- 72. Cosma Migliorati (1389–1390)
- 73. Rolando da Imola OP (1390–1390)
- 74. Bartolomeo Raimondi OSB (1392–1406)
- 75. Antonio Correr (1407–1412) kardynał
- 76. Giovanni di Michele OSB (1412–1417)
- 77. bł. Niccolò Albergati (1417–1443) kardynał
- 78. Ludovico Trevisan (1443–1444) kardynał
- 79. Nicolo Zanolini (1444)
- 80. Tomaso kardynał Parentucelli (1444–1447)
- 81. Giovanni del Poggio (1447–1447)
- 82. Filippo Calandrini (1447–1476) kardynał 
  - Francesco Gonzaga, administrator (1476–1483) kardynał
- 83. Giuliano kardynał della Rovere (1483–1502)
- 84. Gianstefano Ferrero (1502–1510) kardynał
- 85. Francesco Alidosi (1510–1511) kardynał
- 86. Achille Grassi (1512–1523) kardynał
- 87. Lorenzo Campeggio (1524–1539) kardynał
- 88. Alessandro Campeggio (1541–1553) kardynał
- 89. Giovanni Campeggio (1553–1563)
- 90. Ranuccio Farnese (1564–1565) kardynał

## Arcybiskupi Bolonii
- 91. Gabriele Paleotti (1566–1597) kardynał
- 92. Alfonso Paleotti (1597–1610)
- 93. Scipione Caffarelli-Borghese (1610–1612)
- 94. Alessandro kardynał Ludovisi (1612–1621)
- 95. Ludovico Ludovisi (1621–1632) kardynał
- 96. Girolamo Colonna (1632–1644) kardynał
- 97. Niccolò Albergati-Ludovisi (1646–1651) kardynał
- 98. Girolamo Boncompagni (1651–1684) kardynał
- 99. Angelo Maria Ranuzzi (1688–1689) kardynał
- 100. Jacopo Boncompagni (1690–1731) kardynał
- 101. Prospero kardynał Lambertini (1731–1754)
- 102. Vincenzo Malvezzi Bonfioli (1754–1775) kardynał
- 103. Andrea Gioannetti OSBCam (1778–1800) kardynał
- 104. Carlo Oppizzoni (1802–1855) kardynał
- 105. Michele Viale-Prelà (1856–1860) kardynał
- 106. Filippo Maria Guidi OP (1863–1871) kardynał
- 107. Carlo Luigi Morichini (1871–1877) kardynał
- 108. Lucido Maria Parocchi (1877–1882) kardynał
- 109. Francesco Battaglini (1882–1892) kardynał
- 110. Serafino Vannutelli (1893–1893)kardynał
- 111. Domenico Svampa (1894–1907) kardynał
- 112. Giacomo kardynał della Chiesa (1908–1914)
- 113. Giorgio Gusmini (1914–1921)
- 114. Giovanni Battista Nasalli Rocca di Corneliano (1922–1952) kardynał
- 115. Giacomo Lercaro (1952–1968) kardynał
- 116. Antonio Poma (od 1968 do 1983) kardynał
- 117. Enrico Manfredini (od 1983 do 1983)
- 118. Giacomo Biffi (1984–2003) kardynał
- 119. Carlo Caffarra (2004–2015)  kardynał
- 120. Matteo Maria Zuppi (od 2015)